# Salagnac
Salagnac là một xã, nằm ở tỉnh Dordogne vùng Aquitaine của Pháp. Xã này có diện tích 9,08 km², dân số năm 2004 là 919 người. Xã nằm ở khu vực có độ cao trung bình 190 m trên mực nước biển.

## Hành chính
| Danh sách các xã trưởng                |             |               |                  |         |
| Giai đoạn                              | Giai đoạn   | Tên           | Đảng             | Tư cách |
| tháng 3 năm 2001                       | đương nhiệm | Alain Maigret | không chính thức | hưu trí |
| Tất cả các dữ liệu trước đây không rõ. |             |               |                  |         |

## Thông tin nhân khẩu
| Năm    | 1962 | 1968 | 1975  | 1982 | 1990 | 1999 | 2004 |
| ------ | ---- | ---- | ----- | ---- | ---- | ---- | ---- |
| Dân số | 918  | 826  | 1 122 | 833  | 812  | 785  | 919  |